# Hadi Habibinejad
Hadi Habibinejad (tiếng Ba Tư: هادی حبیبینژاد) là một tiền vệ bóng đá người Iran hiện tại thi đấu cho câu lạc bộ Iran Foolad ở Persian Gulf Pro League.

## Sự nghiệp câu lạc bộ

### Foolad
Anh khởi đầu sự nghiệp với Foolad ở cấp độ trẻ. Sau đó anh ký hợp đồng với đội một bởi Dragan Skočić với bản hợp đồng 3 năm giữa anh lại Foolad đến năm 2017. Anh có màn ra mắt cho Foolad ở vòng 2 của Iran Pro League 2014–15 trước Persepolis, thay cho Sasan Ansari.

## Thống kê sự nghiệp câu lạc bộ
Tính đến 15 tháng 5 năm 2015.
| Câu lạc bộ          | Hạng đấu            | Mùa giải            | Giải vô địch | Giải vô địch | Cúp Hazfi | Cúp Hazfi | Châu Á  | Châu Á    | Tổng    | Tổng      |
| Câu lạc bộ          | Hạng đấu            | Mùa giải            | Số trận      | Bàn thắng    | Số trận   | Bàn thắng | Số trận | Bàn thắng | Số trận | Bàn thắng |
| ------------------- | ------------------- | ------------------- | ------------ | ------------ | --------- | --------- | ------- | --------- | ------- | --------- |
| Foolad              | Pro League          | 2014–15             | 6            | 0            | 0         | 0         | 3       | 0         | 9       | 0         |
| Tổng cộng sự nghiệp | Tổng cộng sự nghiệp | Tổng cộng sự nghiệp | 6            | 0            | 0         | 0         | 3       | 0         | 9       | 0         |